# José de Schietere de Lophem
José de Schietere de Lophem (Sint-Andries bij Brugge, 3 december 1913 - Brugge, 8 juni 1996) was burgemeester van de Belgische gemeente Oedelem.

## Levensloop
Jonkheer José Augustin Marie Ghislain de Schietere de Lophem was de zoon van Adrien de Schietere de Lophem (1882-1943) en van Marie-Jeanne de Meester de Ravestein (1886-1968). Hij had twee zussen en een broer.
Hij trouwde in 1938 in Snellegem met Clotilde Gillès de Pelichy (1914-2014), dochter van baron Bénédict Gillès de Pélichy (1885-1928), burgemeester van Snellegem en van barones Adrienne le Bailly de Tilleghem (1883-1956), eveneens burgemeester van Snellegem. Ze kregen drie zoons en vier dochters.
Hij promoveerde in 1940 tot doctor in de rechten aan de Katholieke Universiteit Leuven. Hij schreef zich in aan de Balie van Brugge en was advocaat van 1941 tot 1951.
Van 1944 tot 1951 was hij, als ambtenaar van het ministerie van Binnenlandse zaken, provinciaal commissaris voor de passieve luchtbescherming. In 1951 verliet hij de balie en werd directeur van de Civiele bescherming voor de provincie West-Vlaanderen (1951-1978).
Het gezin woonde in het kasteel en domein Ten Torre  in Oedelem.

## Verzet
José de Lophem nam deel aan de Achttiendaagse Veldtocht als onderluitenant bij de infanterie.
Hij trad toe tot het Geheim Leger en was adjunct-groepsoverste in Sint-Andries (1940-1944). In zijn woning huisde vaak een radiozender.

## Politieke mandaten
- Van 1946 tot 1954 was de Lophem lid van de provincieraad van West-Vlaanderen.

- In 1946 werd hij zonder strijd verkozen tot gemeenteraadslid in Oedelem. Hij werd op 1 januari 1947 tot burgemeester benoemd, ambt dat hij uitoefende tot januari 1971. Bij iedere verkiezing werd hij meestal zonder strijd, bij gebrek aan andere ingediende lijsten, samen met zijn ganse gemeenteraad, opnieuw aangesteld. Hij kon dan ook op een uitgebreide instemming rekenen vanwege de bevolking. Hij werd opgevolgd door Urbain De Cuyper.

## Andere functies
- José de Lophem was vanaf 1944 lid van de Edele Confrérie van het Heilig Bloed en was er in 1952 en 1989 proost van.
- Hij was commandeur in de Orde van het Heilig Graf.
- Hij bekleedde uiteraard heel wat functies in het verenigingsleven of bij openbare instellingen, in het kader van zijn burgemeesterschap, zoals:
  - voorzitter van de Belgische Boerenbond, afdeling Oedelem (1946-1978)
  - voorzitter van de Bond van Jonge en Grote Gezinnen, afdeling Oedelem (1946-1977)
  - voorzitter van het NCMV, afdeling Oedelem (1948-1978)
  - dijkgraaf van de Polder Sint-Trudoledeken